# 1507-es busz
Az 1507-es jelzésű autóbuszvonal távolsági autóbuszjárat Szeged és Győr/Székesfehérvár között, melyet a MÁV Személyszállítási Zrt. lát el.

## Közlekedése
A járat a Dél-Alföld, a Közép-Dunántúl és a Nyugat-Dunántúl központjait, Szegedet Székesfehérvárt és Győrt köti össze.
A Szeged és Székesfehérvár közötti viszonylat menetideje 4 óra, útvonalának hossza 193,4 km. Naponta egy járatpár szállítja az utasokat. A járat Dunaújváros és Székesfehérvár között mindhárom faluban megáll egy-egy megállóhelyen (Perkáta, községháza, Szabadegyháza, vasútállomás bejárati út, Seregélyes, posta), Székesfehérvár felé csak leszállás céljából.
A Szeged és Győr közötti viszonylat menetideje 5 óra 40 perc, útvonalának hossza 285,9 km. Naponta három járatpár szállítja az utasokat, melyek közül egy járatpár megáll Solt, nagymajori elágazás megállóhelyen, egy járatjár Győr felé leszállás, Szeged felé felszállás céljából megáll Pér, repülőtér bejárati út és Mezőörs, autóbusz-váróterem megállóhelyeken, egy járat pedig Szeged felé leszállás céljából megáll Mór, VÉRTES Áruház megállóhelyen. A járat Dunaújváros és Székesfehérvár között sehol nem áll meg.

## Megállóhelyei
| 1507 (Szeged – Kiskunhalas – Solt – Dunaföldvár – Dunaújváros – Székesfehérvár – Kisbér – Győr) | 1507 (Szeged – Kiskunhalas – Solt – Dunaföldvár – Dunaújváros – Székesfehérvár – Kisbér – Győr) | 1507 (Szeged – Kiskunhalas – Solt – Dunaföldvár – Dunaújváros – Székesfehérvár – Kisbér – Győr) | 1507 (Szeged – Kiskunhalas – Solt – Dunaföldvár – Dunaújváros – Székesfehérvár – Kisbér – Győr) | 1507 (Szeged – Kiskunhalas – Solt – Dunaföldvár – Dunaújváros – Székesfehérvár – Kisbér – Győr) | 1507 (Szeged – Kiskunhalas – Solt – Dunaföldvár – Dunaújváros – Székesfehérvár – Kisbér – Győr) | 1507 (Szeged – Kiskunhalas – Solt – Dunaföldvár – Dunaújváros – Székesfehérvár – Kisbér – Győr) | 1507 (Szeged – Kiskunhalas – Solt – Dunaföldvár – Dunaújváros – Székesfehérvár – Kisbér – Győr) | 1507 (Szeged – Kiskunhalas – Solt – Dunaföldvár – Dunaújváros – Székesfehérvár – Kisbér – Győr) | 1507 (Szeged – Kiskunhalas – Solt – Dunaföldvár – Dunaújváros – Székesfehérvár – Kisbér – Győr) |
| sz.                                                                                             | sz.                                                                                             | sz.                                                                                             | sz.                                                                                             | Megállóhely                                                                                     | sz.                                                                                             | sz.                                                                                             | sz.                                                                                             | sz.                                                                                             | Átszállási kapcsolatok |
| ----------------------------------------------------------------------------------------------- | ----------------------------------------------------------------------------------------------- | ----------------------------------------------------------------------------------------------- | ----------------------------------------------------------------------------------------------- | ----------------------------------------------------------------------------------------------- | ----------------------------------------------------------------------------------------------- | ----------------------------------------------------------------------------------------------- | ----------------------------------------------------------------------------------------------- | ----------------------------------------------------------------------------------------------- | --- |
| 0                                                                                               | 0                                                                                               | 0                                                                                               | 0                                                                                               | Szeged, autóbusz-állomás végállomás                                                             | 18                                                                                              | 16                                                                                              | 18                                                                                              | 16                                                                                              | 5, 6, 9, 19 7F, 21, 60, 60Y, 64, 67, 67Y, 70, 71, 71A, 72, 72A, 73, 73Y, 74, 74A, 74Y, 75, 76, 76Y, 77, 77A, 77Y, 78, 78A, 79H 1374, 1375, 1441, 1486, 1503, 1504, 1506, 1510, 1512, 1513, 1515, 1516, 1517, 1518, 1652 4990, 5000, 5001, 5002, 5003, 5004, 5005, 5007, 5010, 5011, 5012, 5013, 5015, 5016, 5019, 5020, 5021, 5022, 5023, 5024, 5025, 5030, 5031, 5032, 5033, 5034, 5035, 5040, 5041, 5042, 5043, 5044, 5045, 5046, 5047, 5049, 5050, 5054, 5055, 5056, 5058, 5059, 5060, 5061, 5062, 5063, 5064, 5066, 5070, 5071, 5075, 5076, 5109, 5112, 5160, 5188, 5189, 5190, 5329, 5362, 5369 |
| 1                                                                                               | 1                                                                                               | 1                                                                                               | 1                                                                                               | Szeged (Kiskundorozsma), ABC                                                                    | 17                                                                                              | 15                                                                                              | 17                                                                                              | 16                                                                                              | 7F, 67, 67Y 1510, 1512, 1513 5047, 5049, 5050, 5054, 5055, 5056, 5058, 5362, 5369 |
| 2                                                                                               | 2                                                                                               | 2                                                                                               | 2                                                                                               | Bordány, autóbusz-váróterem                                                                     | 16                                                                                              | 14                                                                                              | 16                                                                                              | 15                                                                                              | 1510, 1512, 1513 5032, 5047, 5049, 5050, 5054, 5362, 5369 |
| 3                                                                                               | 3                                                                                               | 3                                                                                               | 3                                                                                               | Üllés, autóbusz-váróterem                                                                       | 15                                                                                              | 13                                                                                              | 15                                                                                              | 14                                                                                              | 1510, 1512, 1513 5032, 5047, 5048, 5049, 5050, 5054, 5362, 5369 |
| 4                                                                                               | 4                                                                                               | 4                                                                                               | 4                                                                                               | Zsana, bejárati út                                                                              | 14                                                                                              | 12                                                                                              | 14                                                                                              | 13                                                                                              | 1510, 1512, 1513 5054, 5283, 5362, 5369 |
| 5                                                                                               | 5                                                                                               | 5                                                                                               | 5                                                                                               | Kiskunhalas, autóbusz-állomás                                                                   | 13                                                                                              | 11                                                                                              | 13                                                                                              | 12                                                                                              | 1, 2, 3, 4, 6, 7 1115, 1510, 1512, 1513, 1577 650, 5046, 5054, 5056, 5123, 5216, 5221, 5266, 5276, 5278, 5279, 5280, 5281, 5282, 5283, 5284, 5285, 5286, 5287, 5288, 5289, 5290, 5292, 5295, 5296, 5297, 5298, 5321, 5322, 5324, 5362, 5369 |
| ∫                                                                                               | ∫                                                                                               | 6                                                                                               | ∫                                                                                               | Pirtó, községháza                                                                               | ∫                                                                                               | ∫                                                                                               | ∫                                                                                               | ∫                                                                                               | 1115, 1510, 1512 650, 5221, 5295, 5296, 5298, 5362 |
| 6                                                                                               | 6                                                                                               | 7                                                                                               | 6                                                                                               | Soltvadkert, autóbusz-váróterem                                                                 | 12                                                                                              | 10                                                                                              | 12                                                                                              | 11                                                                                              | 1115, 1510, 1512, 1513, 1524 650, 5058, 5218, 5219, 5221, 5275, 5295, 5296, 5298, 5346, 5362 |
| 7                                                                                               | 7                                                                                               | 8                                                                                               | 7                                                                                               | Kiskőrös, városháza                                                                             | 11                                                                                              | 9                                                                                               | 11                                                                                              | 10                                                                                              | 1115, 1510, 1512, 1513, 1535, 1566, 1568 555, 650, 5058, 5218, 5219, 5226, 5232, 5275, 5295, 5297, 5298, 5340, 5341, 5344, 5346, 5348, 5349, 5350, 5351, 5352, 5362 |
| 8                                                                                               | 8                                                                                               | 9                                                                                               | 8                                                                                               | Akasztó, kultúrház                                                                              | 10                                                                                              | 8                                                                                               | 10                                                                                              | 9                                                                                               | 1510, 1512, 1513, 1568 5058, 5226, 5298, 5344, 5350, 5352, 5354, 5362, 8207 |
| 9                                                                                               | 9                                                                                               | 10                                                                                              | 9                                                                                               | Dunatetétlen, bejárati út                                                                       | 9                                                                                               | 7                                                                                               | 9                                                                                               | 8                                                                                               | 1510, 1512, 1513, 1568 5058, 5350, 5354, 8207 |
| 10                                                                                              | ∫                                                                                               | ∫                                                                                               | ∫                                                                                               | Solt, Nagymajori elágazás                                                                       | 8                                                                                               | ∫                                                                                               | ∫                                                                                               | ∫                                                                                               | 1499, 1510, 1512, 1513, 1528, 1529 5227, 5234, 5311, 5350, 5359, 5362, 5386, 5502, 8205, 8206, 8207 |
| 11                                                                                              | 10                                                                                              | 11                                                                                              | 10                                                                                              | Solt, Aranykulcs tér                                                                            | 7                                                                                               | 6                                                                                               | 8                                                                                               | 7                                                                                               | 1110, 1111, 1113, 1499, 1510, 1512, 1513, 1528, 1529, 1547, 1568, 1803 5058, 5227, 5231, 5234, 5311, 5350, 5359, 5362, 5364, 5365, 5381, 5382, 5502, 8202, 8203, 8205, 8206, 8207 |
| 12                                                                                              | 11                                                                                              | 12                                                                                              | 11                                                                                              | Dunaföldvár, autóbusz-állomás                                                                   | 6                                                                                               | 5                                                                                               | 7                                                                                               | 6                                                                                               | 1121, 1125, 1131, 1134, 1513, 1529, 1547, 1568, 1803 5227, 5231, 5382, 5404, 5405, 5450, 5502, 8200, 8202, 8203, 8205, 8206, 8207, 8211, 8216, 8217 |
| 13                                                                                              | 12                                                                                              | 13                                                                                              | 12                                                                                              | Dunaújváros, Dózsa mozi                                                                         | 5                                                                                               | 4                                                                                               | 6                                                                                               | 5                                                                                               | 2, 3, 5, 8, 13, 18, 25, 29, 33, 35, 40 1120, 1121, 1125, 1131, 1134, 1499, 1510, 1512, 1513, 1528, 1529, 1803, 1823, 1824, 1826 5227, 8033, 8034, 8228, 8229, 8236, 8238, 8240 |
| ∫                                                                                               | ∫                                                                                               | ∫                                                                                               | 13                                                                                              | Perkáta, községháza                                                                             | ∫                                                                                               | ∫                                                                                               | ∫                                                                                               | 4                                                                                               | 1529, 1823, 1824, 1826 8033, 8034, 8230 |
| ∫                                                                                               | ∫                                                                                               | ∫                                                                                               | 14                                                                                              | Szabadegyháza, vasútállomás bejárati út                                                         | ∫                                                                                               | ∫                                                                                               | ∫                                                                                               | 3                                                                                               | 1823, 1824 8033 |
| ∫                                                                                               | ∫                                                                                               | ∫                                                                                               | 15                                                                                              | Seregélyes, posta                                                                               | ∫                                                                                               | ∫                                                                                               | ∫                                                                                               | 2                                                                                               | 1529, 1803, 1823, 1824, 1826 8030, 8032, 8033, 8034, 8035, 8037, 8039 |
| 14                                                                                              | 13                                                                                              | 14                                                                                              | 13                                                                                              | Székesfehérvár, vasútállomás                                                                    | 4                                                                                               | 3                                                                                               | 5                                                                                               | 1                                                                                               | 13, 13A, 13G, 13Y, 20, 30, 31, 31E, 32, 33, 34, 35, 36, 37, 38, 40, 41, 43, 44 1512 7313, 7315, 8010, 8011, 8013, 8082, 8086, 8092, 8093 S30, G30, Z30, S34, S35, G43, S150, S440 személyvonat, sebesvonat, Déli<-parti sebesvonat, InterRégió, Déli<-parti InterRégió, Déli-parti InterRégió, Gemenc InterRégió, Vízipók InterRégió, Katica InterRégió, Napfürdő InterRégió, Esti Csók InterRégió, Vitorlás InterRégió, Szabolcsi Tekergő expresszvonat, Tekergő expresszvonat, Csabai Tekergő sebesvonat, Panoráma expresszvonat, Jégmadár expresszvonat, Aranypart expresszvonat, Ezüstpart expresszvonat, Aranyhíd expresszvonat, Kék Hullám InterCity, Levendula InterCity, Göcsej InterCity, Bakony InterCity, Balaton InterCity, Tópart InterCity, Agram-Tópart nemzetközi InterCity, Adria nemzetközi InterCity, Citadella nemzetközi InterCity |
| 15                                                                                              | 14                                                                                              | 15                                                                                              | 14                                                                                              | Székesfehérvár, autóbusz-állomás végállomás                                                     | 3                                                                                               | 2                                                                                               | 4                                                                                               | 0                                                                                               | 10, 10G, 11, 11A, 11G, 12, 12A, 12Y, 13G, 14, 14G, 15, 15Y, 26, 26A, 26C, 26G, 36, 37, 38, 40, 41, 42, 43, 44, 912 707, 717, 740, 747, 748, 749, 750, 751, 758, 759 1172, 1173, 1174, 1204, 1205, 1215, 1510, 1512, 1529, 1563, 1626, 1706, 1707, 1758, 1803, 1808, 1809, 1822, 1823, 1824, 1826, 1842, 1843, 1845, 1846, 1853 5552, 7315, 8000, 8001, 8010, 8011, 8013, 8030, 8032, 8033, 8034, 8035, 8037, 8039, 8040, 8041, 8046, 8047, 8048, 8049, 8050, 8055, 8060, 8062, 8065, 8066, 8067, 8068, 8069, 8070, 8078, 8082, 8086, 8090, 8092, 8093, 8094, 8095, 8096, 8097, 8099 |
| ∫                                                                                               | ∫                                                                                               | ∫                                                                                               | ∫                                                                                               | Mór, VÉRTES Áruház                                                                              | 2                                                                                               | ∫                                                                                               | ∫                                                                                               | ∫                                                                                               | 1253, 1254, 1563, 1706, 1758, 1822, 1824, 1842, 1843, 1845, 1846 7021, 8001, 8094, 8096, 8097, 8355, 8360, 8365, 8370, 8373, 8381 |
| 16                                                                                              | 15                                                                                              | 16                                                                                              | ∫                                                                                               | Kisbér, autóbusz-állomás                                                                        | 1                                                                                               | 1                                                                                               | 3                                                                                               | ∫                                                                                               | 770 1254, 1257, 1563, 1706, 1707, 1822, 1826, 1848, 1851 7020, 7021, 8096, 8384, 8464, 8465, 8560, 8600, 8618, 8621, 8623, 8624, 8627, 8671, 8672, 8673, 8697, 8736 |
| ∫                                                                                               | ∫                                                                                               | 17                                                                                              | ∫                                                                                               | Mezőörs, autóbusz-váróterem                                                                     | ∫                                                                                               | ∫                                                                                               | 2                                                                                               | ∫                                                                                               | 1563, 1706, 1822 7012, 7017, 7020, 7021, 7022 |
| ∫                                                                                               | ∫                                                                                               | 18                                                                                              | ∫                                                                                               | Pér, repülőtér bejárati út                                                                      | ∫                                                                                               | ∫                                                                                               | 1                                                                                               | ∫                                                                                               | 1563, 1706, 1822 7020, 7021, 7022 |
| 17                                                                                              | 16                                                                                              | 19                                                                                              | ∫                                                                                               | Győr, autóbusz-állomás végállomás                                                               | 0                                                                                               | 0                                                                                               | 0                                                                                               | ∫                                                                                               | 1, 1A, 1B, 2, 2B, 11, 16 1268, 1563, 1592, 1620, 1631, 1639, 1706, 1707, 1708, 1709, 1710, 1711, 1712, 1714, 1715, 1717, 1721, 1794, 1822, 1826, 1850 7002, 7003, 7004, 7005, 7007, 7008, 7010, 7012, 7013, 7014, 7015, 7016, 7019, 7020, 7021, 7022, 7023, 7024, 7025, 7030, 7031, 7032, 7033, 7034, 7035, 7036, 7037, 7038, 7040, 7041, 7042, 7043, 7044, 7046, 7047, 7048, 7049, 7050, 7051, 7052, 7053, 7054, 7055, 7056, 7057, 7058, 7059, 7060, 7061, 7063, 7065, 7068, 7069, 7070, 7071, 7072, 7073, 7074, 7075, 7077, 7079, 7080, 7082, 7083, 7084, 7085, 7086, 7087, 7088, 7090, 7091, 7098, 7099, 7105, 7212, 7914 S10, G10, gyorsított személyvonat, személyvonat, sebesvonat, EuroRegio, Tanúhegy sebesvonat, Helikon InterRégió, InterRégió, Arrabona InterCity, Tűztorony, Ikva, Lővér, Kékfrankos, Magnet Bank, Scarbantia, Soproni Közgáz InterCity, Savaria InterCity, Mura nemzetközi InterCity, Dráva nemzetközi InterCity, RegioJet, Railjet Xpress, Kálmán Imre EuroNight, Csárdás, Lehár, Liszt Ferenc és Semmelweis EuroCity, Advent EuroCity, Hortobágy EuroCity, Transilvania-Szamos EuroCity, Dacia-Corvin nemzetközi gyorsvonat |